# Selfkant

Selfkant est une commune de Rhénanie-du-Nord-Westphalie (Allemagne), située dans l'arrondissement de Heinsberg, dans le district de Cologne, dans le Landschaftsverband de Rhénanie. C'est la commune la plus occidentale d'Allemagne.

## Galerie

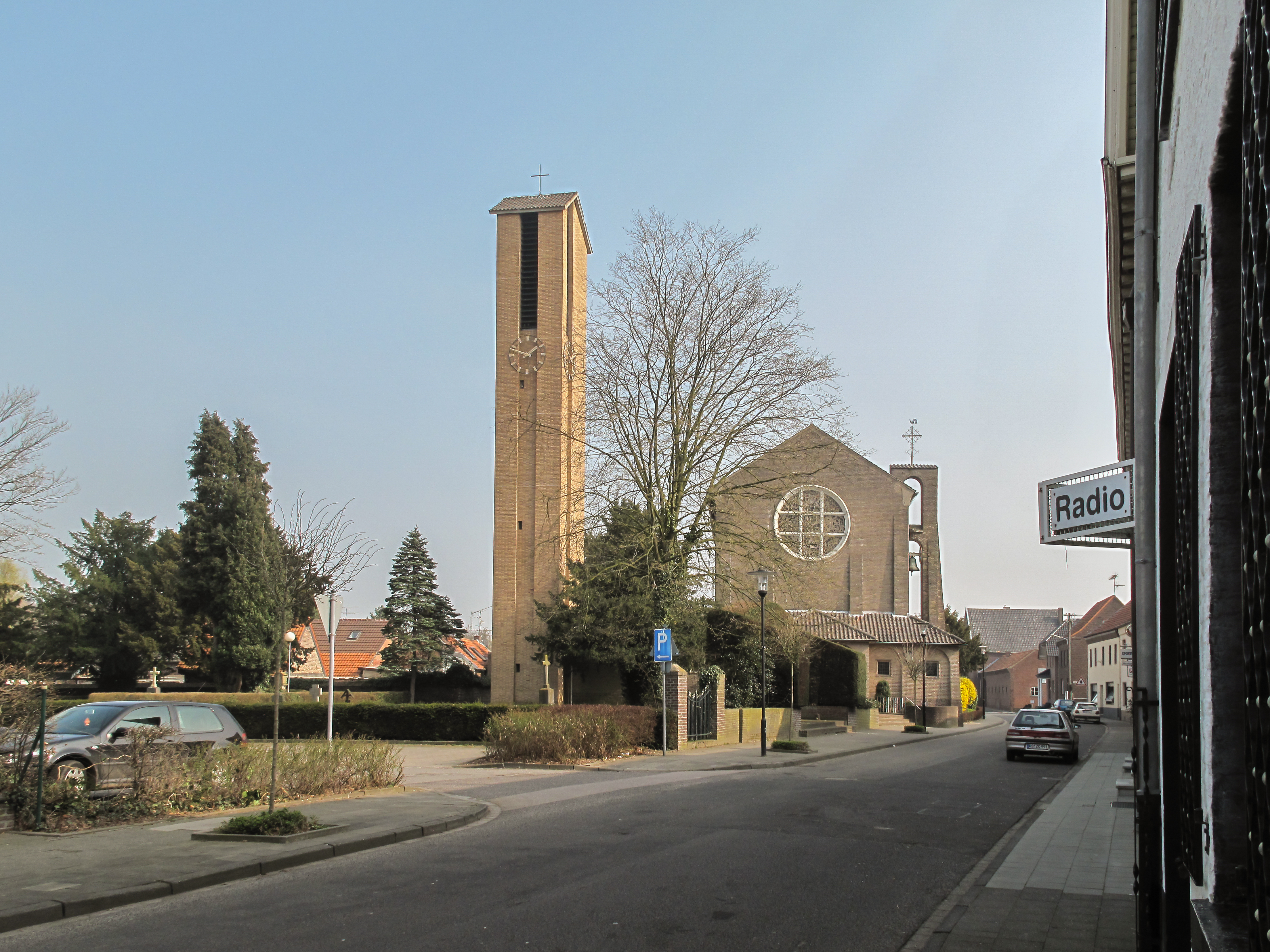
Höngen, chapelle (Sankt Lambertuskapelle) dans la rue
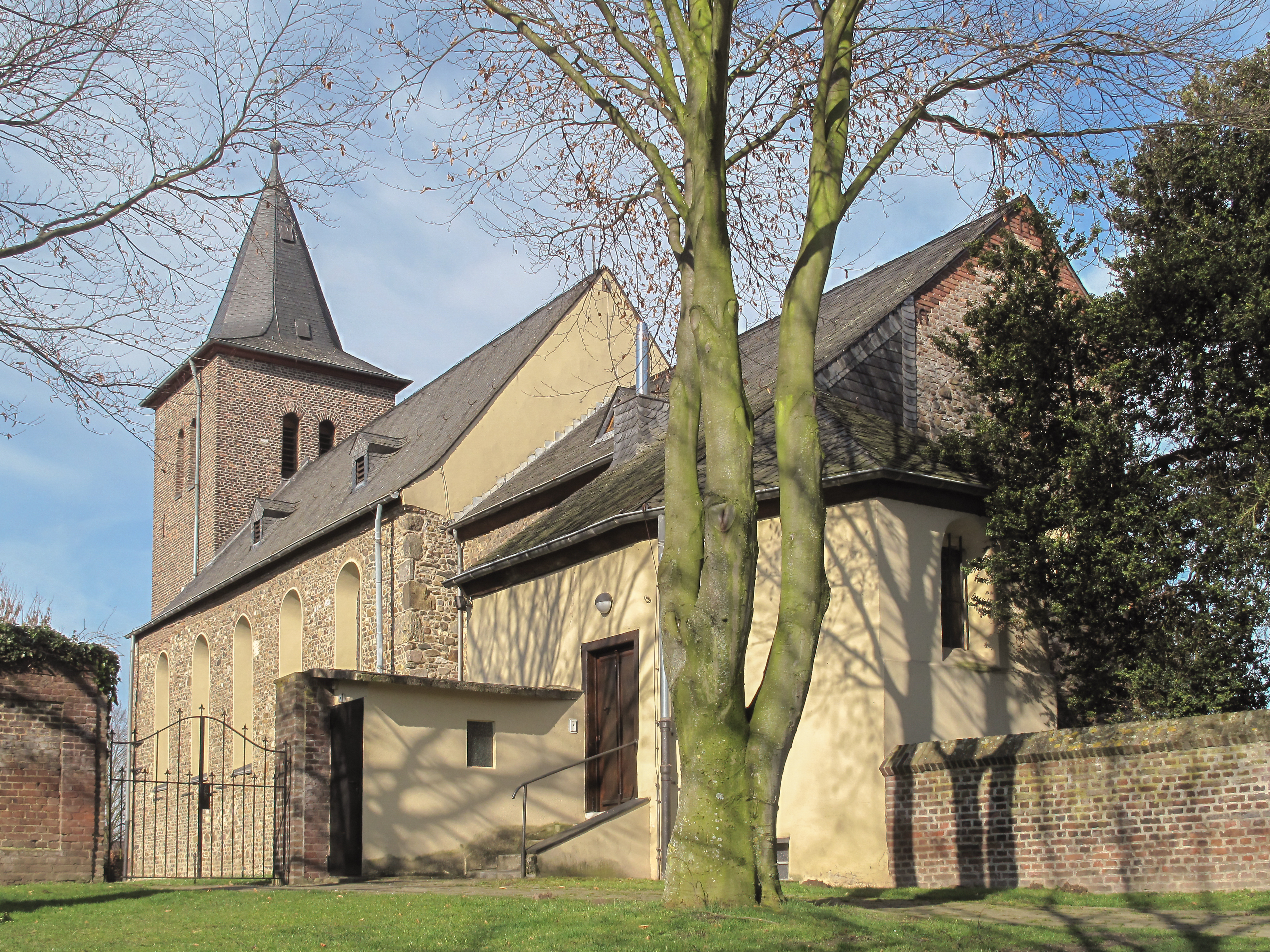
Millen, église: die Propsteilkirche Sankt Nikolaus
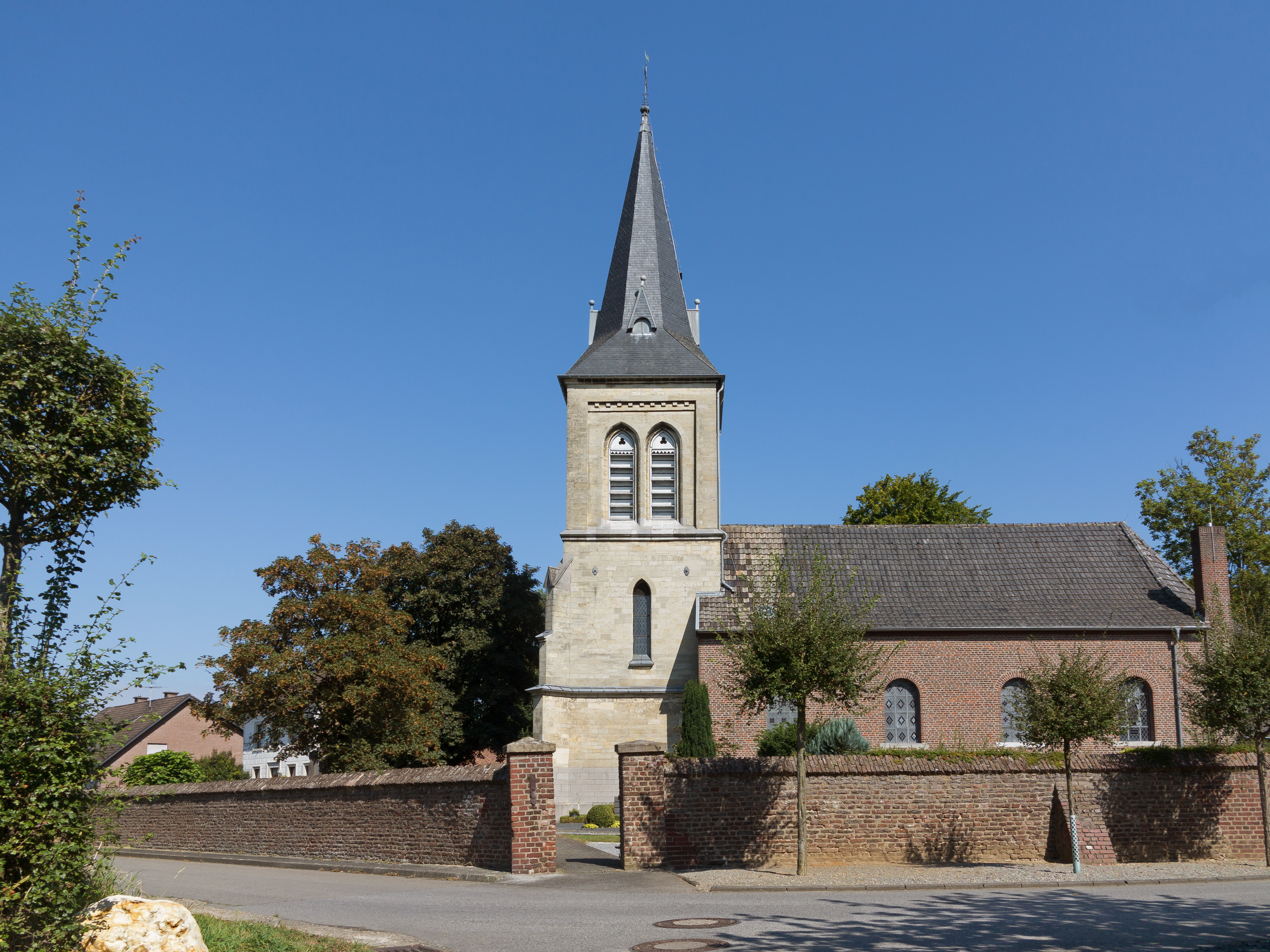
Wehr, église catholique: Pfarrkirche Sankt Severinus
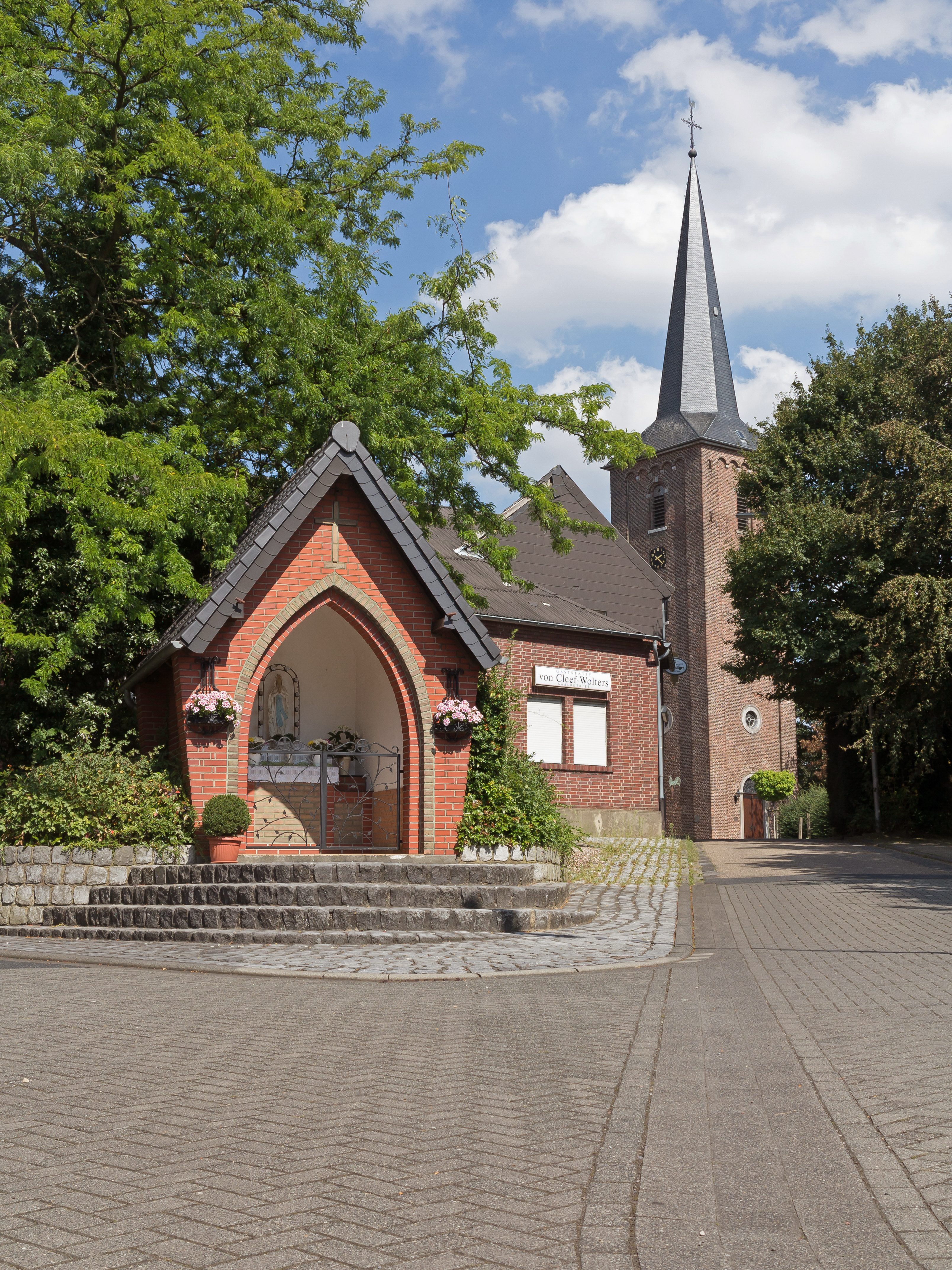
Saeffelen, chapelle avec l'église (Pfarrkirche Sankt Lucia)

## Personnalités liées à la ville
- Funny van Dannen (1958-), chanteur né à Tüddern.